# حرق حمض الهيدروفلوريك
حرق حمض الهيدروفلوريك هو حرق كيميائي من حمض الهيدروفلوريك. عند ملامسته للجلد ينتج عنه ألم شديد وتورم واحمرار وتَحَلُّل الجلد. يسبب استنشاق بخاره تورم في القصبة الهوائية العلوية وقد يحدث نزيف. يمكن أن تشمل المضاعفات اضطرابات الكهرل والقلب والرئة والكلى والعصبية.
تحدث معظم حالات التعرض في العمل. لا تظهر الأعراض إلى بعد ساعات عندما يكون تركيز الحمض أقل من 7% بينما تطهر الأعراض بشكل فوري تقريبًا عندما يكون تركيزه أكبر من 15%. يجب أن يشمل التشخيص اختبارات الدم للكالسيوم والبوتاسيوم والمغنيسيوم بالإضافة إلى مخطط كهربية القلب.
ويشمل العلاج الأولي للتعرض إزالة الملابس الملوثة وغسلها بكمية كبيرة من الماء لمدى 30 دقيقة على الأقل. وتشمل التدابير الأخرى استخدام كريم غلوكونات الكالسيوم. تشير التقديرات إلى حدوث حوالي ألف حالة سنويًا. معظم الأشخاص المصابين هم من الذكور البالغين.

## العلامات والأعراض

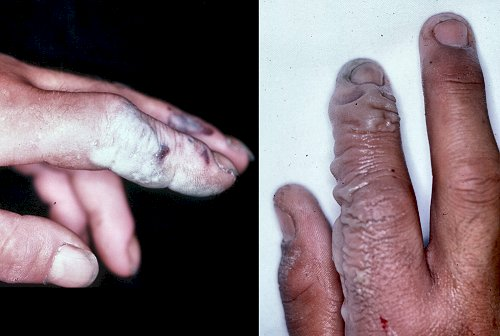
حروق حمض الهيدروفلوريك، لا يظهر إلا بعد يوم

تشمل أعراض التعرّض لحرق حمض الهيدروفلوريك تهيّج العينين والجلد والأنف والحلق وحروق العين والجلد وتأدي العظام.
قد تحدث مضاعفات بسبب التسمم بالفلوريد. بمجرد أن يمتصه الدم من خلال الجلد، فإنه يتفاعل مع الكالسيوم في الدم وقد يسبب السكتة القلبية. الحروق ذات المناطق أكبر من 160 سم 2 (25 بوصة مربعة) لديها القدرة على التسبب في سمية جهازية خطيرة بسبب التداخل مع مستويات الكالسيوم في الدم والأنسجة. في بعض الحالات، يمكن أن يؤدي إلى نقص كالسيوم في الدم.
استنشاق بخار الحمض يمكن أن يؤدي إلى الحمى والوذمة الرئوية (تراكم السوائل في الرئتين)، ونزيف، وانخفاض الأكسجين في الدم.

## الأسباب
يستخدم فلوريد الهيدروجين في عدد من الصناعات بما في ذلك نقش الزجاج وتصنيع الإلكترونيات.

## الفيزيولوجيا المرضية
يتفاعل حمض الهيدروفلوريك في الجسم مع الأيونات الموجودة في كل مكان والمهمة بيولوجيًا 2+Ca و2+Mg. قد يكون فلوريد الكالسيوم غير القابل للذوبان سببًا لكل من الانخفاض السريع في الكالسيوم في الدم والألم الشديد المرتبط بتسمم الأنسجة.

## التشخيص
يجب أن يشمل التشخيص اختبارات الدم للكالسيوم والبوتاسيوم والمغنيسيوم مخطط كهربية القلب (ECG). قد تتضمن تغييرات تخطيط القلب (ECG) توسيع QRS وفترة QT طويلة.

## علاج
يشمل العلاج الأولي للتعرض إزالة الملابس الملوثة وغسل المنطقة المصابة بكمية كبيرة من الماء لمدة 30 دقيقة على الأقل. ثم تدهن المنطقة المصابة بكريم غلوكونات الكالسيوم. إذا استمر الألم، يمكن حقن المنطقة المصابة بغلوكونات الكالسيوم أو حقنها في الوريد أو الشريان. قد يتطلب الأمر التدخل الجراحي لستئصال النسيج المصاب.
غلوكونات الكالسيوم هي مصدر لـCa2+ التي تحبس أيونات الفلوريد. يمكن أيضًا استخدام محاليل شطف خاصة أخرى.
استنشاق حمض الهيدروفلوريك قد قد يتطلب علاجًا بالأكسجين والتنبيب القصبة الهوائية. في هذه الحالة يمكن استخدام غلوكونات الكالسيوم المُعادلة.